# 德拉肯斯坦懲教中心
德瑞肯斯坦懲教中心（英語：Drakenstein Correctional Centre）舊稱維克托·韋斯特監獄（Victor Verster Prison），是位於南非西開普省帕阿爾附近法蘭史霍克之間的一座低安全級別監獄。德拉肯斯坦懲教中心由懲教署管理。過去納爾遜·曼德拉曾經因為反對南非種族隔離運動，而被監禁長達27年，其中便在此監獄中度過最後3年的時間。

## 外部連結
- https://web.archive.org/web/20051202130031/http://www.info.gov.za/speeches/2005/05082513451003.htm
- https://www.flickr.com/photo_exif.gne?id=2244702976
- https://web.archive.org/web/20061013005837/http://www.anc.org.za/ancdocs/history/zuma/2004/jz1207.html
- http://www.polity.org.za/article.php?a_id=56446